# The Rock (film)
The Rock è un film del 1996 diretto da Michael Bay.

## Trama
Il generale statunitense Francis X. Hummel, non sopportando una grave ingiustizia nei confronti dei militari e delle loro famiglie, diserta e forma un piccolo esercito di rivoluzionari. L'ingiustizia, che lo porta all'occupazione dell'isola di Alcatraz e al furto di missili contenente gas nervino che minaccia di lanciare su San Francisco, è la politica del governo nei confronti dei caduti in azione di guerriglia sotto copertura.
Il generale si impadronisce con la forza dell'isola di Alcatraz e prende con sé ottantuno ostaggi, dopodiché informa le autorità dei suoi piani e chiede 100 milioni di dollari come risarcimento alle famiglie dei soldati morti sotto il suo comando: informa le autorità che se non verranno esaudite le sue richieste lancerà missili dotati di gas VX sulla città, dando due giorni di tempo.
Viene inviata una squadra di assaltatori per espugnare l'isola; alla squadra vengono aggregati il dottor Stanley Goodspeed dell'FBI, e l'ex agente segreto britannico John Patrick Mason, già detenuto ad Alcatraz, unico prigioniero riuscito ad evadere da essa, rimasto prigioniero 30 anni senza aver mai subito un processo. L'intera squadra, fatta eccezione per Goodspeed e Mason, cade in battaglia per difendere i propri ideali dopo aver rifiutato di gettare le armi; i due sopravvissuti cercano quindi di salvare l'intera città di San Francisco da una catastrofe preannunciata.
I due arrivano poche ore prima della scadenza dell'ultimatum al luogo dove vengono custodite le testate e iniziano a disarmarle. Mason e Goodspeed fanno appena in tempo a togliere il chip di guida dall'ultima testata di un primo gruppo di missili quando vengono scoperti e attaccati: i due si buttano in un condotto dell'aria atterrando su un vagoncino minerario che parte a tutta velocità e cade in un burrone. Goodspeed riesce a saltare su un altro vagone sospeso, mentre Mason rimane appeso alla corda del vagoncino a testa in giù. Sono quindi raggiunti da tre marine: Mason ne uccide due e, prima che il terzo possa colpirlo, Goodspeed gli spara uccidendolo.
Il generale Hummel utilizza un ostaggio per far uscire i due allo scoperto, ma Mason, dopo aver distrutto i chip di guida dei missili disarmati, esce da solo per guadagnare del tempo in modo da permettere a Goodspeed di trovare gli altri tre missili. Goodspeed riesce a distruggere il chip di un altro missile prima di essere catturato.
Meno di un'ora prima della scadenza, Mason e Goodspeed vengono rinchiusi dai marine in due celle separate, ma Mason riesce ad aprire il cancello della sua cella con lo stesso sistema che utilizzò anni prima per evadere e libera anche il compagno. Mason è determinato ad andarsene e Goodspeed, rimasto solo, viene nuovamente catturato. Poco prima che Goodspeed venga ucciso, Mason ritorna e lo salva, quindi i due si rimettono a cercare i missili.
Scaduto l'ultimatum, il generale Hummel dà l'ordine di lanciare un missile, ma poi, non volendo uccidere tanta gente, devia all'ultimo momento la rotta del missile facendolo schiantare in mare. Gli altri marine non approvano l'operato di Hummel e decidono di ribellarsi al loro comandante. Ne nasce una sparatoria nella quale Hummel stesso viene ucciso. Questi, prima di morire, dice a Goodspeed che l'ultimo missile si trova all'interno del faro. Mentre Mason cerca di trattenere i tre Marine rimanenti, Goodspeed toglie la testata dell'ultimo missile. In quel momento sopraggiunge uno dei Marine, ma Goodspeed riesce a lanciargli contro il missile che, ormai disarmato, cade in acqua. Quando Goodspeed cerca di uscire dal tetto del faro, viene preso di mira da un cecchino, ma Mason riesce a ucciderlo.
Il presidente degli Stati Uniti, nel frattempo, aveva autorizzato un attacco aereo contro Alcatraz, proprio mentre Goodspeed si trascina fuori e accende i razzi verdi per segnalare la riuscita dell'operazione. Un soldato lo avvista pochi secondi prima del bombardamento, ma i piloti non vengono avvertiti in tempo e un missile viene sganciato. L'ordigno colpisce il faro, scaraventando Goodspeed in mare, ma è ancora Mason a trarlo in salvo. A questo punto, terminata con successo la missione, Mason dovrebbe essere nuovamente incarcerato, ma con la complicità di Goodspeed, riesce a dileguarsi prima dell'arrivo dei soldati statunitensi.
Diverso tempo dopo, Goodspeed e sua moglie Carla si trovano in luna di miele a Fort Walton, e Goodspeed trova la cavità nella panca della chiesa indicata da Mason, scoprendo che contiene il microfilm sui segreti statunitensi degli ultimi cinquant'anni, rubato da Mason prima di essere incarcerato.

## Colonna sonora
La colonna sonora del film è stata composta e prodotta da Nick Glennie-Smith, Hans Zimmer e Harry Gregson-Williams, e pubblicata il 25 giugno 1996 da Hollywood Records.
1. Hummell Gets The Rockets (6:25)
2. Rock House Jail (10:12)
3. Jade (2:01)
4. In The Tunnels (8:40)
5. Mason's Walk/First Launch (9:34)
6. Rocket Away (14:25)
7. Fort Walton - Kansas (1:37)
8. The Chase (7:35)

Nel film sono presenti oltre 20 minuti di musica in più, che però non sono mai stati pubblicati ufficialmente. Nella sua completezza la colonna sonora è costituita da 31 tracce, la cui durata spazia tra un minimo di circa 15 secondi e un massimo che oltrepassa i 16 minuti.

## Accoglienza

### Incassi
Con un budget di 75 milioni di dollari, il film è stato un enorme successo al botteghino, incassando $134 milioni in Nord America e altri $201 milioni nel resto del mondo, per una cifra globale di $335 milioni.
Nel 1996 è stato il settimo più alto incasso annuale negli Stati Uniti, e il quarto complessivo in tutto il mondo.

## Riconoscimenti
- 1997 - Premio Oscar
  - Nomination Miglior sonoro a Kevin O'Connell, Greg P. Russell e Keith A. Wester
- 1997 - MTV Movie Awards
  - Miglior coppia a Nicolas Cage e Sean Connery
  - Nomination Miglior film
  - Nomination Miglior sequenza d'azione (L'inseguimento con le Ferrari attraverso San Francisco)
- 1997 - Saturn Award
  - Nomination Miglior film d'azione/di avventura/thriller
  - Nomination Miglior colonna sonora a Nick Glennie-Smith, Hans Zimmer e Harry Gregson-Williams
- 1997 - ASCAP Award
  - Top Box Office Films a Nick Glennie-Smith
- 1997 - Eddie Awards
  - Nomination Miglior montaggio a Richard Francis-Bruce
- 1997 - BMI Film & TV Award
  - Miglior colonna sonora a Hans Zimmer
- 1997 - Blockbuster Entertainment Awards
  - Miglior attore in un film d'azione/di avventura a Nicolas Cage
  - Miglior attore non protagonista in un film d'azione/di avventura a Sean Connery
- 1997 - Golden Reel Award
  - Nomination Miglior montaggio a Bob Badami e John Finklea
- 1997 - Cinema Audio Society
  - Nomination Miglior sonoro a Kevin O'Connell, Greg P. Russell e Keith A. Wester
- 1996 - Golden Screen
  - Golden Screen
- 1997 - ShoWest Convention
  - Film dell'anno